# Euphorbia paulianii
Euphorbia paulianii es una especie fanerógama perteneciente a la familia de las euforbiáceas. Es endémica de Madagascar.

## Descripción
Es un arbusto con los tallos suculentos. Se encuentra en las laderas rocosas secas de los inselbergs; a una altitud de 0-499 m, 500-999 metros.

## Hábitat
Su hábitat natural son las áreas rocosas secas. Está amenazado por la pérdida de hábitat.

## Taxonomía
Euphorbia paulianii fue descrita por Ursch & Leandri y publicado en Mémoires de l'Institut Scientifique de Madagascar, Série B, Biologie Végétale 5: 132, pl. 29. 1954.
Etimología
Euphorbia: nombre genérico que deriva del médico griego del rey Juba II de Mauritania (52 a 50 a. C. - 23), Euphorbus, en su honor – o en alusión a su gran vientre –  ya que usaba médicamente Euphorbia resinifera. En 1753 Carlos Linneo asignó el nombre a todo el género.
paulianii: epíteto otorgado en honor de Renaud Maurice Adrien Paulian (1913 - 2003), entomólogo francés.